# Egyetlen felelősség elve
Az egyetlen felelősség elve (Single responsibility principle): a számítógép-programozásban a SOLID-alapelvek (Single responsibility principle, Open/closed  principle, Liskov substitution principle, Interface segregation principle, Dependency inversion principle) egyike. Eredeti, angol megfogalmazásban: „A class should have only one reason to change” vagyis „Egy osztálynak csak egyetlen oka legyen a változásra”.

## Fogalma
Az a lényege, hogy minden osztálynak egyetlen felelősséget kell lefednie, de azt teljes mértékig. 
Amennyiben egy osztály nem fedi le teljesen a saját felelősségi körét, akkor muszáj lesz implementációra programozni (GOF1 alapelv), hogy egy másik osztály megvalósítsa azokat a szolgáltatásokat, amik kimaradtak az osztályból.
Amikor egy osztály több felelősségi kört is ellát, akkor sokkal jobban ki van téve a változásoknak, mintha csak egy felelősséget látna el.